# Beverly (Nebraska)
Beverly ist eine Siedlung im Hitchcock County im US-amerikanischen Bundesstaat Nebraska, unmittelbar am U.S. Highway 6 gelegen. Beverly ist eine sogenannte „Unincorporated Community“: Der Ort besitzt zwar den Status eines  „Populated Place“ und trägt einen offiziell anerkannten Namen, er wird jedoch von der Volkszählung nicht (mehr) erfasst.

## Geschichte
Im Zuge der Errichtung neuer Eisenbahnlinien durch die Bahngesellschaft Chicago, Burlington and Quincy Railroad ist für das Jahr 1881 der Bau eines Postamts und die damit verbundene Gründung einer Siedlung überliefert. Der Ort wurde nach Beverly im Bundesstaat Massachusetts benannt. Das Postamt war bis 1945 in Betrieb.
Für Ende des 19. und Anfang des 20. Jahrhunderts sind Einwanderer aus Deutschland, genauer aus Fredelsloh in Niedersachsen, als Bewohner Beverlys überliefert.
Bei einer Bestandsaufnahme sämtlicher Orte und Gebäude des Hitchcock County im Jahr 1991 wurden für Beverly drei Häuser verzeichnet, darunter das ehemalige Schulgebäude des Ortes.